# Nice'N'Easy
Singles de Milli Vanilli
Too Late (True love)
(1991) We Can Get It On
(1992)
"Nice'n'Easy" est une chanson enregistrée par Milli Vanilli, qui est sortie en 1991.